# Courtney Love
Courtney Michelle Harrison, beter bekend als Courtney Love (San Francisco, 9 juli 1964), is een Amerikaans singer-songwriter, gitariste en actrice.
Love was de zangeres van de band Hole en begon daarna aan een solocarrière. Ze doet af en toe werk als model en actrice. Love is de weduwe van Kurt Cobain (1967-1994), zanger van de band Nirvana, met wie ze een dochter heeft: Frances Bean Cobain. Later kreeg zij een relatie met Edward Norton.

## Biografie
Love is de dochter van Grateful Dead-manager en uitgever Hank Harrison en therapeute Linda Carroll. Ze bracht haar jeugdjaren met haar moeder door, die met vijf verschillende mannen getrouwd is geweest. Love zat toen op een kostschool in Nelson, Nieuw-Zeeland. Love beweerde jaren later dat ze als peuter lsd toegediend had gekregen, wat haar vader ontkende. Haar moeder Linda Carroll is de dochter van schrijfster Paula Fox en acteur Marlon Brando.
Love groeide op als een probleemkind en was dan ook vaste klant in verbeteringsgestichten en opvangcentra. Ze liep weg bij haar familie en reisde rond door Amerika, Engeland en Ierland, waarbij ze leefde van geld van haar grootouders. Haar eerste 'beroemde' vriend was Roz Rezabek, gevolgd door Julian Cope, oprichter van de newwaveband The Teardrop Explodes. Toen ze tegen de twintig liep, werkte ze in Japan als stripper. Ze zou op latere momenten, voordat ze beroemd werd, nog vaker dit beroep uitoefenen. Op 22-jarige leeftijd keerde ze terug naar Portland, Oregon, waarna ze in 1987 met de band Babes in Toyland naar Los Angeles vertrok. Een jaar eerder kwam de film Sid & Nancy uit, over het leven van dit beroemde punkduo. Love speelt Gretchen in de film. Nadat ze door oprichtster Kat Bjelland was ontslagen, richtte haar toenmalige echtgenoot James Moreland in Los Angeles de muziekgroep Leaving Trains op. In die tijd maakte ze veel vrienden, onder wie Michael Stipe van R.E.M. en Billy Corgan van The Smashing Pumpkins.
In 1989 richtte Love samen met Eric Erlandson de groep Hole op. Patty Schemel speelde drums en Kristen Pfaff basgitaar. In 1991 namen ze hun eerste album op met Kim Gordon als producer. De band werd samen met bands als Babes in Toyland, Pussy Galore en L7 een boegbeeld van de feministische riot-grrrlbeweging. In 1994 volgde hun tweede album, dat voor een doorbraak zorgde, mede door het succes van haar partner Kurt Cobain. Pfaff stierf echter kort na de verschijning van hun tweede cd Live Trough This en werd vervangen door Melissa Auf der Maur. In 2001, toen het met Hole niet zo goed ging, richtte Love de band Bastard op, maar deze viel al snel uiteen. In 2002 hield ook Hole op te bestaan. In 2004 kwam Love met een soloalbum getiteld America's Sweetheart.
Love is een uitgesproken criticus van de muziekindustrie. Daarnaast is ze een volger van het boeddhisme.
Als actrice is ze bij het grote publiek bekend geworden door de film The people vs. Larry Flynt (1996), waarvoor ze goede kritieken kreeg voor haar rol als Flynts vrouw Althea en waarvoor ze de prijs voor veelbelovendste actrice van de Chicago Film Critics Association won. In juni 2017 vertolkte ze de rol van Kitty Menendez in de televisiefilm Menendez: Blood Brothers.

## Discografie
- Pretty on the Inside (Hole, 1991)
- Live Through This (Hole, 1994)
- Ask for It (ep, Hole, 1995)
- The First Session (ep, Hole, 1997)
- My Body, the Hand Grenade (compilatie, Hole, 1997)
- Celebrity Skin (Hole, 1998)
- Awful (live-ep, Hole, 1999)
- America's Sweetheart (solo, 2004)
- Nobody's Daughter (Hole, 2010)

### Gastoptredens
- Fall Out Boy - Save Rock and Roll (2013)
- Empire Cast - Empire: Original Soundtrack from Season 1 (2015)

## Filmografie
- Straight to Hell (1986) - Velma
- Sid & Nancy (1986) - Gretchen
- The People vs. Larry Flynt (1996) - Althea Leasure Flynt
- Feeling Minnesota (1996) - Rhonda de serveerster
- Basquiat (1996) - Big Pink
- Kurt & Courtney (1998) - Zichzelf
- 200 Cigarettes (1999) - Lucy
- Man on the Moon (1999) - Lynne Margulies
- Beat (2000) - Joan Vollmer Burroughs
- Julie Johnson (2001) - Claire
- Trapped (2002) - Cheryl
- Straight to Hell Returns (2010) - Velma
- Sons of Anarchy (2014) - Ms. Harrison (televisieserie)
- Empire (2015) - Elle Dallas (televisieserie)
- Revenge (2015) - White Gold (televisieserie)
- Cobain: Montage of Heck (2015) - Zichzelf (archiefmateriaal)
- The Hopes (2016) - Chase Hope
- Menendez: Blood Brothers (2017) - Kitty Menendez
- A Midsummer's Nightmare (2017)
- J.T. LeRoy (2018) - Sasha

## Publicaties
- Princess Ai (2004–2005) - mangareeks met Stu Levy
- Dirty Blonde: The Diaries of Courtney Love (2006)

- Bibsys: 99002642
- Biblioteca Nacional de España: XX1174275
- Bibliothèque nationale de France: cb13533150m (data)
- Catàleg d'autoritats de noms i títols de Catalunya: 981058530601906706
- Gemeinsame Normdatei: 119507838
- International Standard Name Identifier: 0000 0000 5932 6698
- Library of Congress Control Number: no96010504
- Nationale Bibliotheek van Letland: 000100992
- MusicBrainz: 31d2041c-985d-48f7-b6e2-2a70cdf14853
- Nationale Bibliotheek van Tsjechië: js20040308002
- Nationale Bibliotheek van Israël: 987011827765705171
- Nationale Bibliotheek van Polen: a0000001902345
- Nederlandse Thesaurus van Auteursnamen: 152167978
- Istituto Centrale per il Catalogo Unico: REAV096669
- LIBRIS: 268090
- Système universitaire de documentation: 05050729X
- Virtual International Authority File: 294057323
- WorldCat: E39PBJd3RP9TTPrH8pHhM4RYfq